# زندان شهربانی
زندان شهربانی مربوط به دوره پهلوی است و در یزد، خیابان امام خمینی، خیابان شهید ابراهیمی، روبروی سازمان میراث فرهنگی، صنایع دستی و گردشگری استان یزد واقع شده و این اثر در تاریخ ۲۶ اسفند ۱۳۸۶ با شمارهٔ ثبت ۲۲۱۰۸ به‌عنوان یکی از آثار ملی ایران به ثبت رسیده است.